# Louis-François Le Brun
Le bienheureux Dom Louis-François Le Brun est un prêtre catholique français né le 4 avril 1744 à Rouen et mort le 20 août 1794 sur les pontons de Rochefort.

## Biographie
Louis-François Le Brun est le fils de Nicolas Richard Le Brun, marchand à Rouen, et de Françoise Bellengé.
Le 10 juin 1763, à l’âge de dix-neuf ans, il émet sa profession monastique dans la congrégation de Saint-Maur et est ordonné prêtre en 1771 dans la chapelle du palais archiépiscopal de Rouen par le cardinal Dominique de La Rochefoucauld.
Après avoir rempli plusieurs charges dans les monastères de la province de Normandie, dom Le Brun rejoint l'abbaye de Saint-Wandrille en 1788, date à laquelle le prieur d'alors le choisit comme sénieur.
Après la loi de février 1790 supprimant les ordres religieux, dom Le Brun, voulant continuer à mener la vie monastique, se retire à l'abbaye de Jumièges puis à celle du Bec qui subsiste alors encore.
Ayant refusé de prêté le serment constitutionnel, et pour éviter que sa famille ne pâtisse de l'avoir hébergé, il se livre, est arrêté et envoyé à la prison de Saint-Vivien. Le 21 mars 1794, il est envoyé aux pontons de Rochefort.
Il est béatifié par Jean-Paul II le 1er octobre 1995.

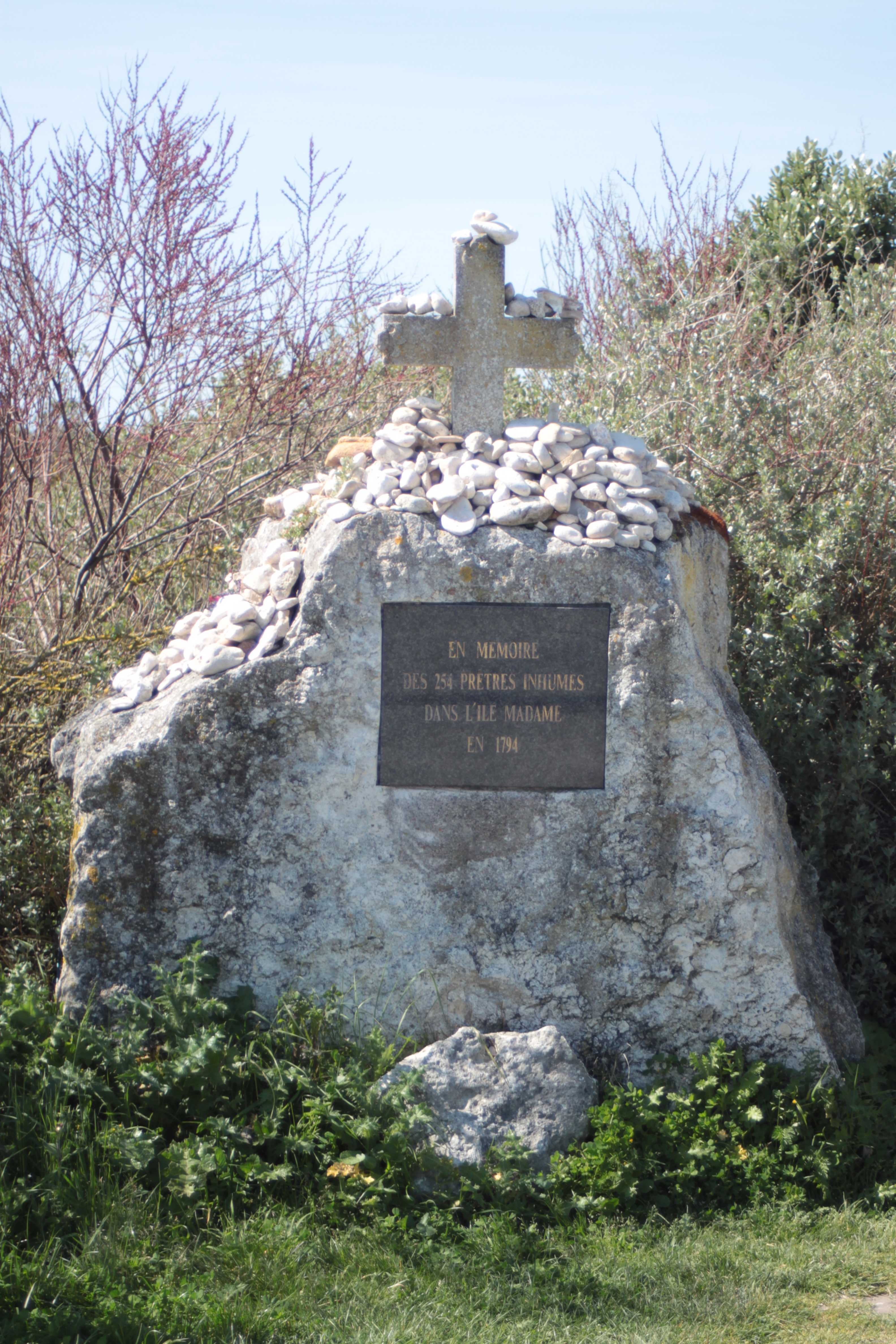
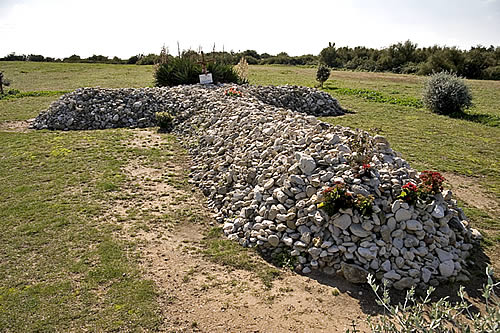

## Sources
- abbé Yves Blomme, Les Prêtres déportés sur les Pontons de Rochefort, Bordessoules, 1994